# Vrije Middelbare School Roeselare
De Vrije Middelbare School (VMS) is een secundaire school van het katholieke vrije onderwijsnet in Roeselare. De school biedt in 2024-2025 alle moderne studierichtingen van het secundair onderwijs aan.

## Geschiedenis
De VMS werd in 1935 opgericht als katholieke school voor jongens van minder gegoede ouders, met een perspectief op verder studeren. De oprichting gebeurde onder impuls van deken De Saegher als reactie op de komst van een staatsschool in Roeselare. Deze school zou gratis onderwijs geven aan alle leerlingen, en op die manier heel wat leerlingen van het vrije onderwijsnet afsnoepen.
Het eerste jaar telde de school 113 leerlingen, drie leerkrachten en één directeur.
De school bood tot in 1981 de lagere cyclus van humaniora-richtingen aan en in de hogere cyclus de afdeling Wetenschappelijke A. De hogere cyclus van de humaniora-richtingen met Latijn waren voorbehouden voor de meer prestigieuze scholen zoals het Klein Seminarie Roeselare. In 1981 werd de afdeling handel uitgebouwd en het jaar erop de afdeling bedrijfseconomische informatica.
In 1996 werd gestart met het gemengd onderwijs en werden dus voor het eerst ook meisjes toegelaten in de school.
Door de groepering van de Roeselaarse katholieke scholen onder de Scholengroep Sint-Michiel is de VMS vanaf 2001 een volledige ASO-school geworden. Dat betekende dat de afdelingen handel en bedrijfseconomische informatica werden afgevoerd, en dat onder meer de afdeling "Moderne Talen – Menswetenschappen" opgericht werd, de voorganger van de huidige humane wetenschappen.
Schooljaar 2024-2025 heeft de VMS ruim 800 leerlingen, meer dan 90 personeelsleden en drie directeurs.

## Bekende oud-leerlingen
- Lieven Debrauwer
- Frédérik Deburghgraeve
- Alexander Doom
- Jelle Wallays